# Vauriella
Genre
Vauriella est un genre de passereaux de la famille des Muscicapidae. Il se trouve à l'état naturel dans le Nord de Bornéo et aux Philippines,,.

## Liste des espèces
Selon la classification de référence du Congrès ornithologique international (version 8.1, 2018) :
- Vauriella gularis (Sharpe, 1888) — Gobemouche bridé, Rhinomyias à sourcils
- Vauriella albigularis (Bourns & Worcester, 1894) — Gobemouche de Negros, Rhinomyias des Philippines
- Vauriella insignis (Ogilvie-Grant, 1895) — Gobemouche de Luçon, Rhinomyias à flancs roux
- Vauriella goodfellowi (Ogilvie-Grant, 1905) — Gobemouche de Goodfellow, Rhinomyias à dos gris